# Parque de Colfiorito
El parque de Colfiorito es un parque regional de Umbría. Fue creado en el año 1995 con el fin de salvaguardar el pantano homónimo que, por su ecosistema, representa la parte más significativa. Desde el año 1976 estaba de hecho ya protegida como un humedal de importancia internacional al amparo del Convenio de Ramsar, por su riqueza en especies vegetales y de avifauna, y que, como los vecinos Col Falcone, Piani di Annifo y Arvello, Piano di Ricciano, Selva di Cupigliolo y Sasso di Pale, constituye un Lugar de Importancia Comunitaria (LIC). Comprende una superficie de 338 hectáreas sobre la meseta de Colfiorito en los Apeninos de Umbría-Las Marcas. De estas, cerca de 100 hectáreas están cubiertas por el pantano de Colfiorito, definida en el formulario estándar de Natura 2000 como «uno de los mejores ejemplos de zona húmeda de la Italia central y uno de los poquísimos en buen estado de conservación de las cuencas cárstico-tectónicas apenínicas».
Desde el siglo XV hasta los años sesenta del siglo XX, la intención de la Cámara Apostólica que poseía los derechos, pero también de las vecinas comunidades de Colfiorito y Forcatura, era la de drenar el territorio pantanoso para hacerlo cultivable, como se hizo de hecho en el vecino Piano del Casone con la construcción del colector Botte dei Varano. 
El pantano de Colfiorito (Palude di Colfiorito) fue protegido por el Convenio de Ramsar desde el 14 de diciembre de 1976, con una extensión de 157 ha. Es una zona de agua dulce que muestra considerables variaciones estacionales ubicada en los Apeninos. La vegetación acuática está formada por plantas subacuáticas y plantas flotantes, carrizo y varias plantas notables. 
El lugar es una importante zona de paso para varias especies de aves acuáticas migratorias. La fauna más característica del Parque de Colfiorito es la ornitológica y en particular el avetoro, que hace oír su particular canto parecido a un mugido.